# Dragon Gate
Dragon Gate (ドラゴンゲート Doragon Gēto?), también conocida como Dragon Gate Pro Wrestling, es una empresa de lucha libre profesional japonesa, fundada por Takashi Okamura en 2004 con el roster de Toryumon Japan.
Desde su creación en 2004 tras la escisión de la principal sucursal de Toryumon en Japón, Dragon Gate fue la mayor promoción utilizada por los luchadores graduados en el Último Dragón Gym. Al igual que las demás promociones del sistema Toryumon, ha sido caracterizada por el estilo de puroresu y lucha libre mexicana que usan sus luchadores, un estilo común al del entrenador de todos ellos, Yoshihiro Asai.
Contando con un estilo marcadamente diferente al de las grandes empresas de lucha de Japón -como New Japan Pro Wrestling o Pro Wrestling NOAH-, Dragon Gate celebra casi 175 programas cada año y hasta el 2011 era la empresa más activa del Japón, solo superada en 2012 por Osaka Pro Wrestling.

## Historia

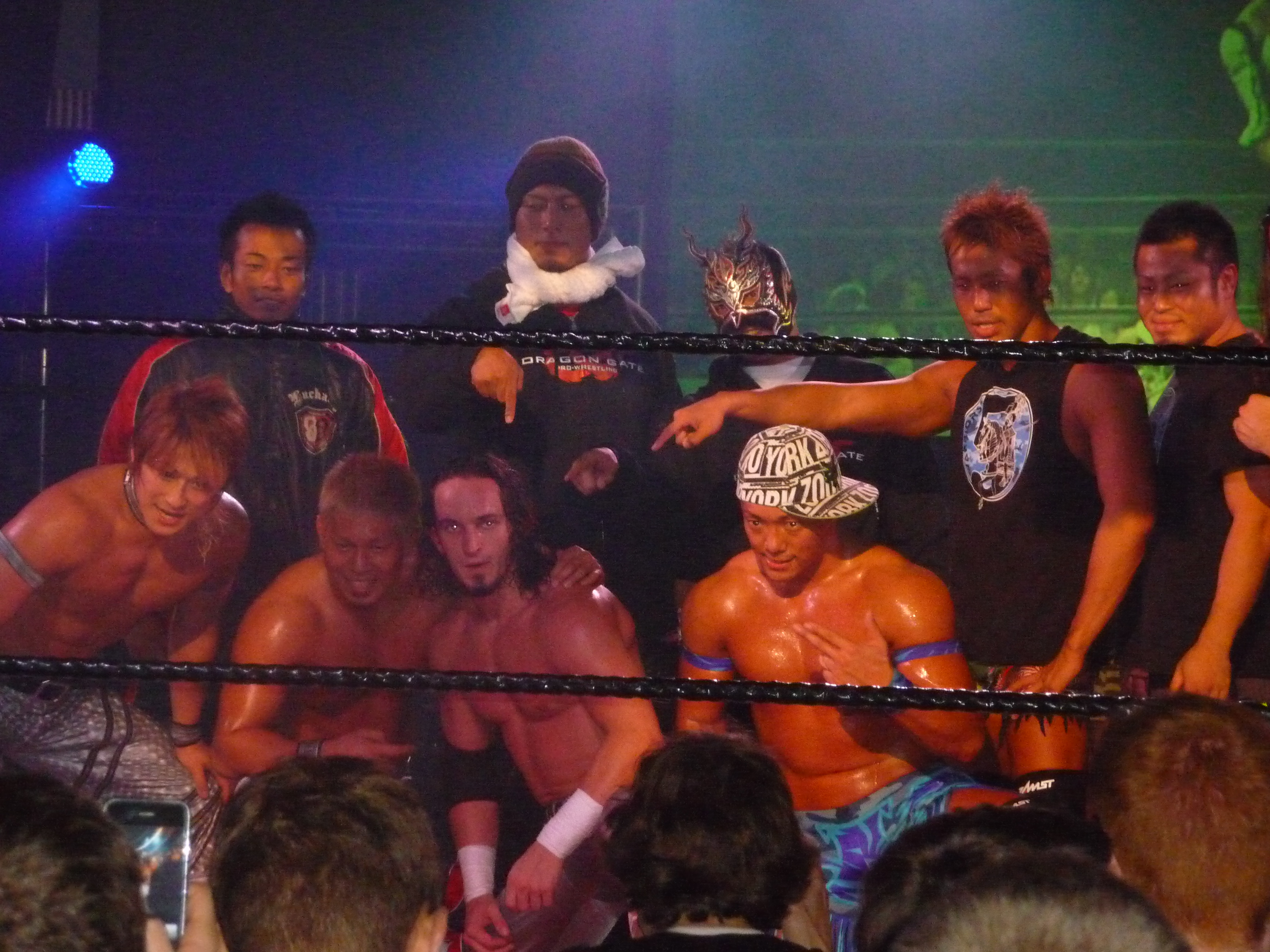
Luchadores de Dragon Gate en 2009. De izquierda a derecha en orden descendente: Masato Yoshino, YAMATO, Dragon Kid, Susumu Yokosuka, KAGETORA, BxB Hulk, Naruki Doi, PAC y CIMA.

Creada en 1997, Toryumon Japan fue lanzada como la principal marca con base en Japón del grupo Toryumon, dirigido por Yoshihiro "Último Dragón" Asai. Esta sucursal sería dirigida por Takashi Okamura, y se convertiría en una de las empresas independientes más importantes de Japón. Sin embargo, en 2004, Último Dragón abandonó la empresa y se llevó la marca registrada y el nombre "Toryumon" consigo, cerrando Toryumon Japan, por lo que los antiguos empleados cambiaron el nombre de la sucursal a Dragon Gate y se establecieron de manera independiente.
Desde su separación del sistema Toryumon, Dragon Gate creció tanto económica como popularmente. Sus miembros, aunque mantuvieron el lucharesu y el espíritu de la lucha mexicana como base, se apartaron de México y dirigieron sus miras hacia un enfoque más internacional, realizando acuerdos con empresas de Estados Unidos -como Ring of Honor y Pro Wrestling Guerrilla- y otros países. Con el tiempo, Dragon Gate se convirtió en una de las empresas de lucha libre más grandes de Japón, compitiendo directamente con nombres como New Japan Pro Wrestling, Pro Wrestling NOAH, All Japan Pro Wrestling y Pro Wrestling ZERO1, aunque sin perder por ello su posición en el circuito independiente del país.

## Marcas

### Dragon Gate USA
El 14 de abril de 2009, los miembros de Dragon Gate anunciaron la creación de una sucursal en Estados Unidos, llamada Dragon Gate USA, contando con Satoshi Oji y Gabe Sapolsky como presidente y vicepresidente, respectivamente.

### Mochizuki Buyuden
En 2007, Masaaki Mochizuki produjo su primer show personal de lucha libre, Mochizuki Buyuden. El evento fue un éxito y se convirtió en una de las marcas más importantes de Dragon Gate, atrayendo a luchadores de las principales empresas independientes de Japón para participar en él. Mochizuki organizó apariciones de varios de los estudiantes de Toryumon que no habían formado parte de Dragon Gate, como Masa Takanashi, El Blazer, Takeshi Minamino y Shinjitsu Nohashi, entre otros. Mochizuki y Don Fujii fueron convertidos en embajadores de Dragon Gate y realizaron apariciones en varias empresas para competir y promover el intercambio de luchadores.

## Campeonatos de Dragon Gate
Artículo Principal: Anexo:Campeonatos de Dragon Gate Pro-Wrestling

## Torneos

### King of Gate
King of Gate es, en la actualidad, el torneo más importante de Dragon Gate. Fue creado en 2005 para reemplazar al torneo El Número Uno de Toryumon, y se celebra anualmente (excepto en 2009, cuando no se celebró).
- 2005: Ryo Saito
- 2006: Masaaki Mochizuki
- 2007: Gamma
- 2008: Naruki Doi
- 2010: Shingo Takagi
- 2011: BxB Hulk
- 2012: Genki Horiguchi H.A.Gee.Mee!!
- 2013: Ricochet
- 2014: Jimmy Susumu
- 2015: Masato Yoshino

### Summer Adventure Tag League
Summer Adventure Tag League es una liga en parejas celebrada anualmente.
- 2007: Naruki Doi & Masato Yoshino
- 2008: Naruki Doi & Masato Yoshino
- 2009: Shingo Takagi & YAMATO
- 2010: Naruki Doi & Masato Yoshino
- 2011: Akira Tozawa & BxB Hulk
- 2012: Akira Tozawa, BxB Hulk & "Naoki Tanisaki"
- 2013: Eita & T-Hawk
- 2014: Jimmy Kagetora & Jimmy Susumu
- 2015: Jimmy K-ness J.K.S & Jimmy Susumu)

## Estudiantes de Dragon Gate Dojo
| Nombre            | Empresa actual                   |
| ----------------- | -------------------------------- |
| Shingo Takagi     | Dragon Gate                      |
| Terumasa Ishihara | Dragon Gate                      |
| Akira Tozawa      | WWE                              |
| Yūki Ōno          | Retirado                         |
| Masato Onodera    | Dragon Gate                      |
| Kzy               | Dragon Gate                      |
| Kei Matsutani     | Retirado por lesiones            |
| Daisuke Kimata    | Dragon Gate                      |
| Takuya Onodera    | Oriental Wrestling Entertainment |
| Chihiro Tominaga  | Dragon Gate                      |
| Kotoka Shiiba     | Retirado                         |
| Yosuke Watanabe   | Dragon Gate                      |
| Eita Kobayashi    | Dragon Gate                      |
| Yuta Tanaka       | Dragon Gate                      |
| Ryotsu Shimizu    | Dragon Gate                      |
| Yuga Hayashi      | Oriental Wrestling Entertainment |
| Takehiro Yamamura | Oriental Wrestling Entertainment |
| Kaito Ishida      | Dragon Gate                      |
| Futa Nakamura     | Dragon Gate                      |
| Shun Watanabe     | Dragon Gate                      |
| Hyou Watanabe     | Dragon Gate                      |
| Yuki Yoshioka     | Dragon Gate                      |
| Katsumi Takashima | Dragon Gate                      |
| Oji Shiiba        | Dragon Gate                      |
| Kota Minoura      | Dragon Gate                      |
| Yuto Nagaike      | Dragon Gate                      |

## Antiguos empleados e invitados
- Abdullah the Butcher
- Akebono
- AZ
- Cyber Gang
- El Blazer
- Jack Evans
- Kenshin Chikano
- Kinta Tamaoka
- Koji Shishido
- Lupin Matsutani
- Magnitude Kishiwada
- Magnum TOKYO
- Matt Sydal
- MAZADA
- Milano Collection A.T.
- Naoki Tanizaki
- Noriaki Kawabata
- NOSAWA Rongai
- Raimu Mishima
- Roderick Strong
- RYOMA
- Shinobu
- Shogo Takagi
- Shuji Kondo
- SUWA
- Takuya Sugawara
- TARU
- The Turboman
- Toru Owashi
- YASSHI
- Yūki Ōno
- Vangelis